# Bernhard van Lippe-Biesterfeld
Bernhard van Lippe-Biesterfeld (nome completo in tedesco Bernhard Leopold Friedrich Eberhard Julius Kurt Karl Gottfried Peter; Jena, 29 giugno 1911 – Utrecht, 1º dicembre 2004) è stato principe consorte dei Paesi Bassi dal 1948 al 1980, in quanto marito della regina Giuliana.
Figlio del principe Bernhard, lo zio Leopoldo IV lo elevò dal rango comitale a quello principesco nel 1916, ma dal 1937 divenne principe dei Paesi Bassi in virtù delle nozze con Giuliana. Dallo stesso anno era conosciuto ufficialmente con il trattamento di Altezza Reale. Il suo soprannome informale era Benno.

## Biografia

### Origini
Apparteneva alla famiglia sovrana tedesca dei Lippe-Biesterfeld ed era figlio del principe Bernhard di Lippe (1872-1934) e della baronessa Armgard von Sierstorpff-Cramm (1883-1971). Il suo unico fratello, Aschwin van Lippe (1914-1988), sposò la principessa Simone Arnoux (1915-2001). 
Poiché il matrimonio dei suoi genitori non era conforme alle leggi sul matrimonio della Casa di Lippe, inizialmente fu considerato morganatico, quindi a Bernhard fu concesso alla nascita solo il titolo di Conte di Biesterfeld. Lui e il fratello avrebbero potuto succedere al trono del principato di Lippe solo se l'intera casata regnante si fosse estinta. Nel 1916, suo zio Leopoldo IV di Lippe come principe regnante elevò Bernhard e sua madre a principe e principessa di Lippe-Biesterfeld, accordando così retroattivamente lo status dinastico matrimoniale dei suoi genitori.
Dopo la prima guerra mondiale, la famiglia di Bernhard perse il Principato tedesco e le entrate che lo avevano accompagnato, ma la famiglia era ancora ragionevolmente benestante. Bernhard trascorse i suoi primi anni al castello di Reckenwalde, la nuova tenuta della famiglia nel Brandeburgo orientale. Ha studiato privatamente e ha ricevuto la sua prima educazione a casa. All'età di dodici anni fu mandato in collegio a Züllichau (oggi in Polonia). Diversi anni dopo fu trasferito in un collegio a Berlino, dove si diplomò nel 1929.
Ha studiato legge all'Università di Losanna, in Svizzera, e a Berlino. In quest'ultima città, acquisì anche una passione per le auto veloci, l'equitazione e per la caccia. 
Mentre era all'università, Bernhard si unì al partito nazista, con tessera n. 2583009 del 1º maggio 1933 fino al termine della sua carriera universitaria. Sebbene fosse un assai "tiepido" sostenitore della democrazia, il principe non fu mai conosciuto per avere opinioni politiche radicali o esprimere sentimenti razzisti, sebbene ammise di aver simpatizzato per un breve periodo con il regime di Adolf Hitler. Partecipò alla resistenza antitedesca e poi alla liberazione di Amsterdam. 
Secondo rivelazioni della rivista Newsweek del 5 aprile 1976, le attività di spionaggio di van Lippe a favore delle unità speciali delle Schutzstaffel nell'industria chimica IG Farben sono documentate dalle testimonianze del processo di Norimberga.

### Matrimonio

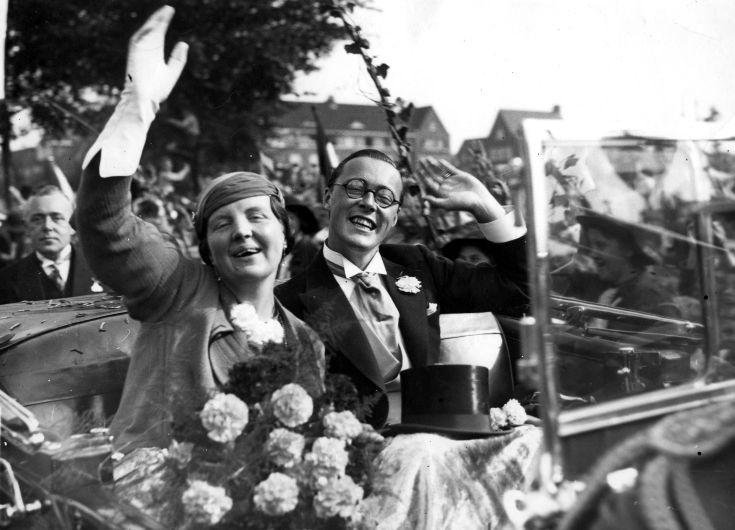
La principessa Giuliana ed il principe Bernhard il giorno del loro matrimonio, nel settembre 1936

Bernhard conobbe la principessa Giuliana dei Paesi Bassi ai giochi olimpici del 1936 ed il successivo fidanzamento venne sostenuto dalla regina Guglielmina. Il principe Bernhard era un giovane uomo d'affari con uno stile di vita vivace. La principessa Giuliana si innamorò profondamente del fidanzato, un amore che sarebbe durato una vita, nonostante alcuni attriti durante la guerra a causa delle molte e note relazioni extraconiugali e figli illegittimi del principe. Grazie a un documento legale che stabiliva esattamente cosa il principe tedesco poteva e non poteva fare e la quantità di denaro che poteva aspettarsi dall'unica erede della famiglia reale olandese, la regina Guglielmina ufficializzò il fidanzamento della coppia, che venne annunciato l'8 settembre 1936.
L'annuncio del matrimonio divise una nazione che non si fidava della Germania di Adolf Hitler. Prima delle nozze, il 24 novembre 1936, il principe Bernhard ottenne la cittadinanza olandese e cambiò la pronuncia del suo nome da tedesca a olandese. La coppia si sposò a L'Aia il 7 gennaio 1937, la stessa data in cui i nonni di Giuliana, il re Guglielmo III e la regina Emma, si erano sposati cinquantotto anni prima. La cerimonia civile si svolse nel municipio dell'Aia e il matrimonio venne benedetto nella chiesa di San Giacomo (St. Jacobskerk), sempre all'Aia. La giovane coppia prese residenza al palazzo Soestdijk, a Baarn.

### Esilio
Il clima politico in Europa era già estremamente teso per la crescente minaccia della Germania nazista e la tensione andò ad aumentare nei Paesi Bassi, quando Hitler lasciò intendere che il matrimonio reale era un segno di alleanza tra i Paesi Bassi e la Germania. Una furiosa regina Guglielmina fece rapidamente una denuncia pubblica del commento di Hitler, ma l'incidente causò ulteriore risentimento per la scelta di un marito tedesco fatta da Giuliana. Ulteriori rivelazioni circa la condotta passata del principe Bernhard si aggiunsero al crescente risentimento tra molta della popolazione olandese.
Durante la seconda guerra mondiale e l'occupazione tedesca dei Paesi Bassi, il principe e la principessa decisero di lasciare il paese con le due figlie per il Regno Unito. Giuliana vi rimase per un mese, prima di portare le figlie a Ottawa, capitale del Canada, dove visse a Stornoway House nel sobborgo di Rockcliffe Park. Alcuni considerarono un atto di codardia del governo e dell'intera famiglia reale scappare dal paese e lasciare il popolo olandese sotto l'occupazione nazista. Nella primavera del 1946 la principessa Giuliana e il principe Bernhard visitarono le nazioni che avevano aiutato i Paesi Bassi durante l'occupazione.
Quando nacque la sua terza figlia, Margherita, il parlamento del Canada approvò una legge speciale che dichiarava le stanze della principessa Giuliana all'ospedale civile di Ottawa come extraterritoriali, così che la neonata avrebbe avuto esclusivamente la nazionalità olandese. Se non fosse stato preso questo accorgimento, la principessa Margherita non avrebbe potuto rientrare nella linea di successione al trono olandese. Il governo canadese fece sventolare il tricolore olandese sulla Torre della Pace del Parlamento, mentre le campane suonarono musica olandese alla notizia della nascita della principessa Margherita. Il principe Bernhard, che era rimasto a Londra con la regina Guglielmina e i membri del governo olandese in esilio, fu in grado di visitare la famiglia in Canada e di essere presente alla nascita della figlia.

### Il ritorno nei Paesi Bassi
Il 2 agosto 1945 la principessa Giuliana si riunì al resto della famiglia sul suolo olandese.
Il 6 settembre 1948 la principessa Giuliana, dodicesimo membro della casa di Orange a governare i Paesi Bassi, venne inaugurata regina nella Chiesa nuova di Amsterdam.

### Principe consorte
Nel 1956, l'influenza della signora Hofmans (una guaritrice con convinzioni eterodosse, considerata da molti un'ingannatrice) sulle idee politiche di Giuliana arrivò quasi a far precipitare il casato di Orange in una crisi costituzionale che causò la divisione della corte e della famiglia reale in una fazione favorevole a Bernhard, decisa a rimuovere la regina, considerata una fanatica religiosa e una minaccia alla NATO, e in una parte composta dai cortigiani pii e pacifisti della regina. Il principe Bernhard progettò di divorziare dalla moglie, ma decise di non farlo quando, come disse a un giornalista statunitense, "scoprì che la donna lo amava ancora". Il primo ministro risolse la crisi. Giuliana, comunque, perse contro il potente marito e i suoi amici. La Hofmans venne bandita dalla corte e i sostenitori di Giuliana vennero rimossi o pensionati. 
Nel 1963 Bernhard e Giuliana affrontarono una crisi con la parte protestante della popolazione, quando la loro figlia Irene si convertì segretamente al cattolicesimo e, senza l'approvazione del governo, il 29 aprile 1964 sposò il principe Carlos Hugo di Borbone, duca di Parma e pretendente al trono di Spagna, nonché esponente di spicco del partito carlista spagnolo.
Una nuova crisi conseguente ad un matrimonio si verificò con l'annuncio nel luglio 1965 del fidanzamento della principessa Beatrice, erede al trono, con un diplomatico tedesco, Claus van Amsberg, che era stato un membro della Gioventù hitleriana e della Wehrmacht nazista. Molti cittadini olandesi infuriati dimostrarono nelle strade e tennero comizi e manifestazioni contro la relazione "traditrice".

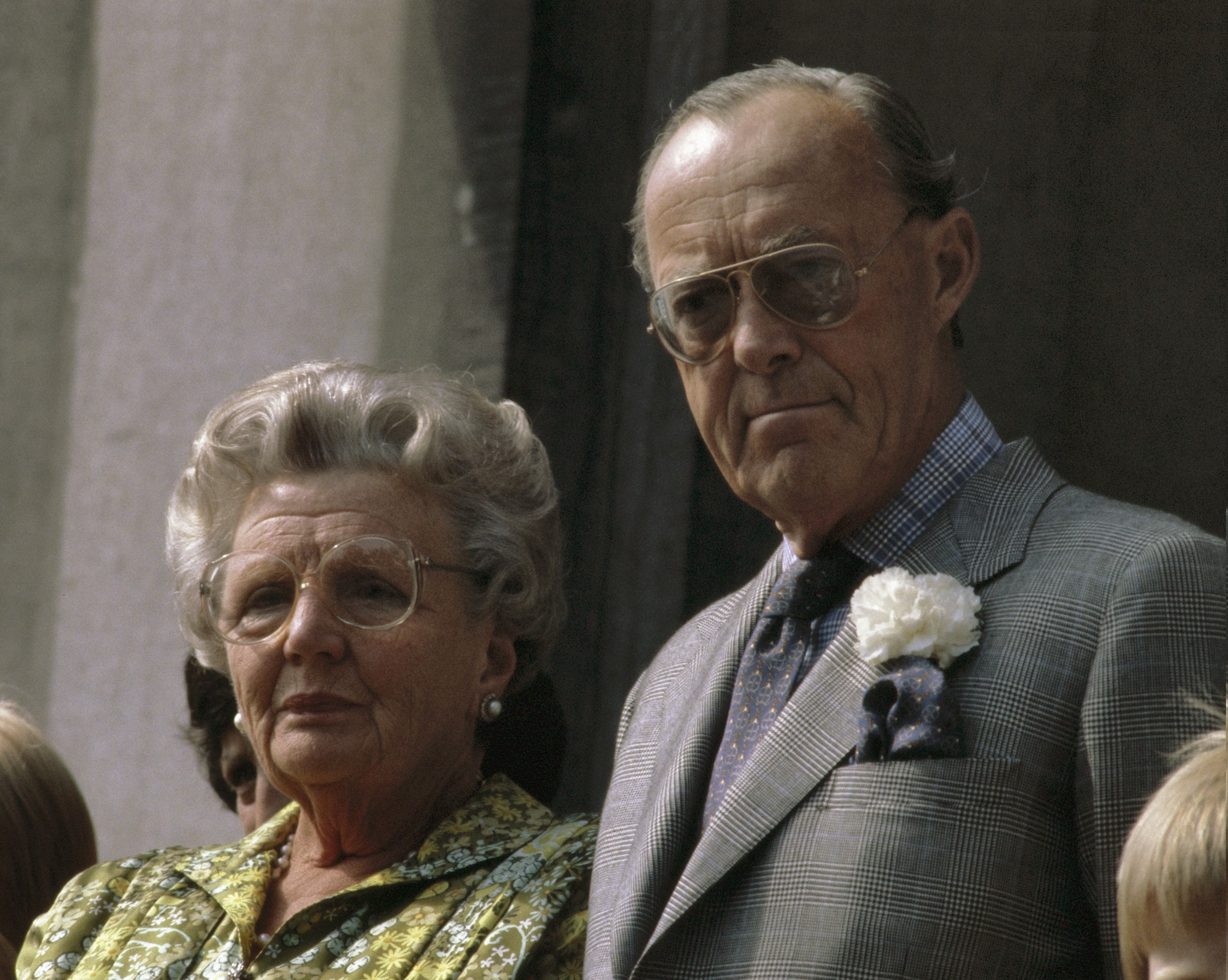
La principessa Giuliana ed il principe Bernhard il 31 maggio 1980.

Nel dopoguerra assunse importanti posizioni nell'industria petrolifera, in particolare con la Royal Dutch Petroleum (Shell Oil) e nella Société Générale de Belgique. Fu presidente del Gruppo Bilderberg fino a quando, nel 1976, diede le dimissioni per lo scandalo di una tangente da 1,1 milioni di dollari dalla Lockheed Corporation per la vendita di aerei caccia all'aviazione olandese. Il primo ministro dei Paesi Bassi ordinò una inchiesta sul fatto, mentre il principe Bernhard si rifiutò di rispondere alle domande dei giornalisti, affermando: "Sono al di sopra di queste cose". Il 26 agosto 1976 un rapporto sulle sue attività, censurato e dai toni moderati, venne rilasciato pubblicamente e il principe fu costretto a dimettersi dalle sue posizioni militari (tenente ammiraglio, generale e ispettore generale delle forze armate). Lasciò anche i suoi incarichi nei consigli di amministrazione di molte imprese, enti benefici, del WWF e di altre istituzioni e accettò inoltre di non indossare più le sue amate uniformi. In cambio, gli Stati Generali dei Paesi Bassi accettarono che non ci fosse nessun processo penale. Il governo aveva manipolato il rapporto sulla condotta del principe ed aveva rimosso i casi recenti di corruzione, mentre i casi che vennero resi pubblici erano andati in prescrizione e non erano più perseguibili.
Fu presidente del Worldwide Fund for Nature (WWF) dalla fondazione dal 1961 fino al 1971.

### Malattia e morte

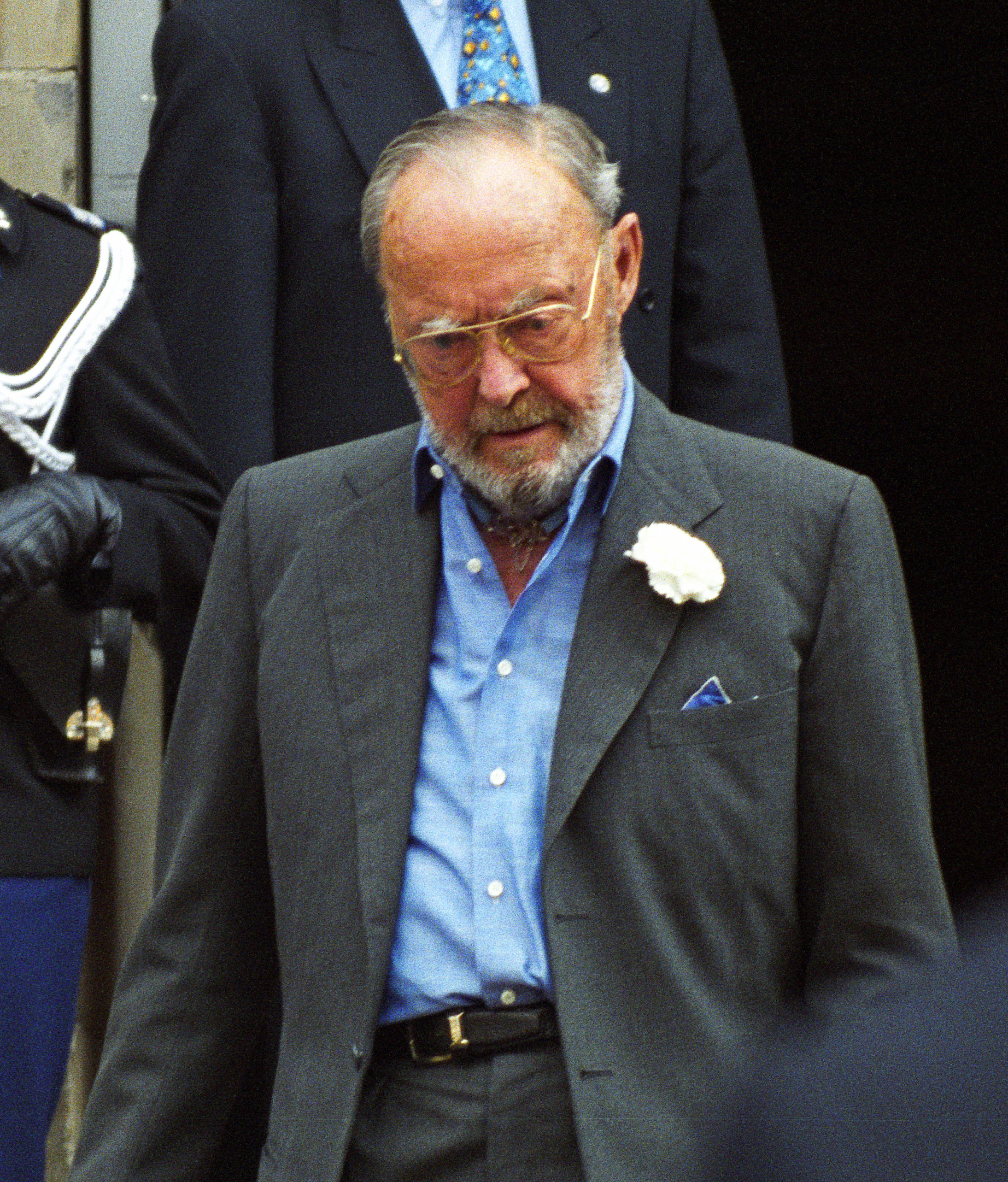
Il principe Bernhard nel 1999.

Dalla metà degli anni 1990, Giuliana soffrì per il progressivo avanzare della senilità (attribuita da molti alla malattia di Alzheimer, anche se ciò venne negato dalla famiglia reale) e non fece più apparizioni in pubblico. Su ordine dei medici della famiglia reale, Giuliana venne assistita 24 ore su 24 da due infermiere. Il principe Bernhard ammise pubblicamente, in un'intervista televisiva del 2001, che Giuliana non era più in grado di riconoscere i suoi familiari.
Nel 1994, al principe venne asportato un tumore al colon e soffrì di gravi complicazioni dovute a difficoltà respiratorie. A dicembre, sua figlia, la regina Beatrice, si precipitò in ospedale subito dopo essere atterrata da un viaggio in Africa. A Natale la prospettiva della morte era svanita e nella primavera dell'anno successivo si riprese abbastanza per tornare a casa. I suoi problemi di salute continuarono nel 1998 quando ebbe un gonfiore alla prostata e nel 1999 quando soffrì di difficoltà a respirare e parlare. Nel 2000, la sua vita fu nuovamente in pericolo a causa di complicazioni neurologiche e di continui problemi respiratori. 
Negli anni successivi Bernhard continuò a partecipare alle parate militari nel giorno della liberazione nazionale che celebravano la sconfitta della Germania nazista. 
Giuliana morì il 20 marzo 2004 a 94 anni d'età, nel palazzo Soestdijk a Baarn, per complicazioni dovute a una polmonite. Fino all'ultimo momento non era sicuro se avrebbe potuto partecipare al funerale reale, al quale alla fine riuscì a partecipare. Nel giorno della Liberazione di maggio e nel novembre dello stesso anno gli fu diagnosticato un cancro incurabile. Benardo morì di cancro ai polmoni all'età di 93 anni presso il Centro medico universitario di Utrecht il 1º dicembre 2004. Dieci giorni dopo fu sepolto con funerali di stato alla Nieuwe Kerk di Delft.

## Discendenza
Bernhard van Lippe-Biesterfeld e Giuliana dei Paesi Bassi ebbero quattro figlie:
- Beatrice Guglielmina Armgard, soprannominata "Trix" (31 gennaio 1938), regina dei Paesi Bassi dal 30 aprile 1980 al 30 aprile 2013, nata a palazzo Soestdijk, sposò il principe Claus van Amsberg;
- Irene Emma Elisabetta, (5 agosto 1939), che sposò il principe Carlo Ugo di Borbone-Parma, da cui divorziò nel 1981;
- Margherita Francesca (19 gennaio 1943), che sposò Pieter van Vollenhoven;
- Maria Cristina (18 febbraio 1947 - 16 agosto 2019), che sposò Jorge Guillermo, dal quale divorziò nel 1996.

Bernhard ebbe anche due figlie illegittime:
- Alicia Hala de Bielefeld (San Francisco, 21 giugno 1952)[7], architetta paesaggista nata dal rapporto con la diciannovenne tedesca Alicia Webber, figlia di Wernher von Braun e di Hanna Reitsch;[8]
- Alexia Bénédicte Irina Manuella Olivia Grinda (Boulogne-Billancourt, 10 aprile 1967), dal rapporto con la socialite e indossatrice di moda francese Hélène Grinda.[9]

## Titoli, trattamento e stemma

### Titoli e trattamento
- 29 giugno 1911 - 24 febbraio 1916: Conte Bernhard di Biesterfeld
- 24 febbraio 1916 - 7 gennaio 1937: Sua Altezza Serenissima, il principe Bernhard di Lippe-Biesterfeld
- 7 gennaio 1937 - 4 settembre 1948: Sua Altezza Reale, il principe Bernhard dei Paesi Bassi, principe di Lippe-Biesterfeld
- 4 settembre 1948 - 30 aprile 1980: Sua Altezza Reale, il principe dei Paesi Bassi
- 30 aprile 1980 - 1⁰ dicembre 2004: Sua Altezza Reale, il principe Bernhard dei Paesi Bassi, principe di Lippe-Biesterfeld

### Stemma e stendardi

Stemma del Principe Consorte Bernhard.
Stemma del Principe Consorte Bernhard.
Stendardo del Principe Consorte Bernhard.

## Onorificenze

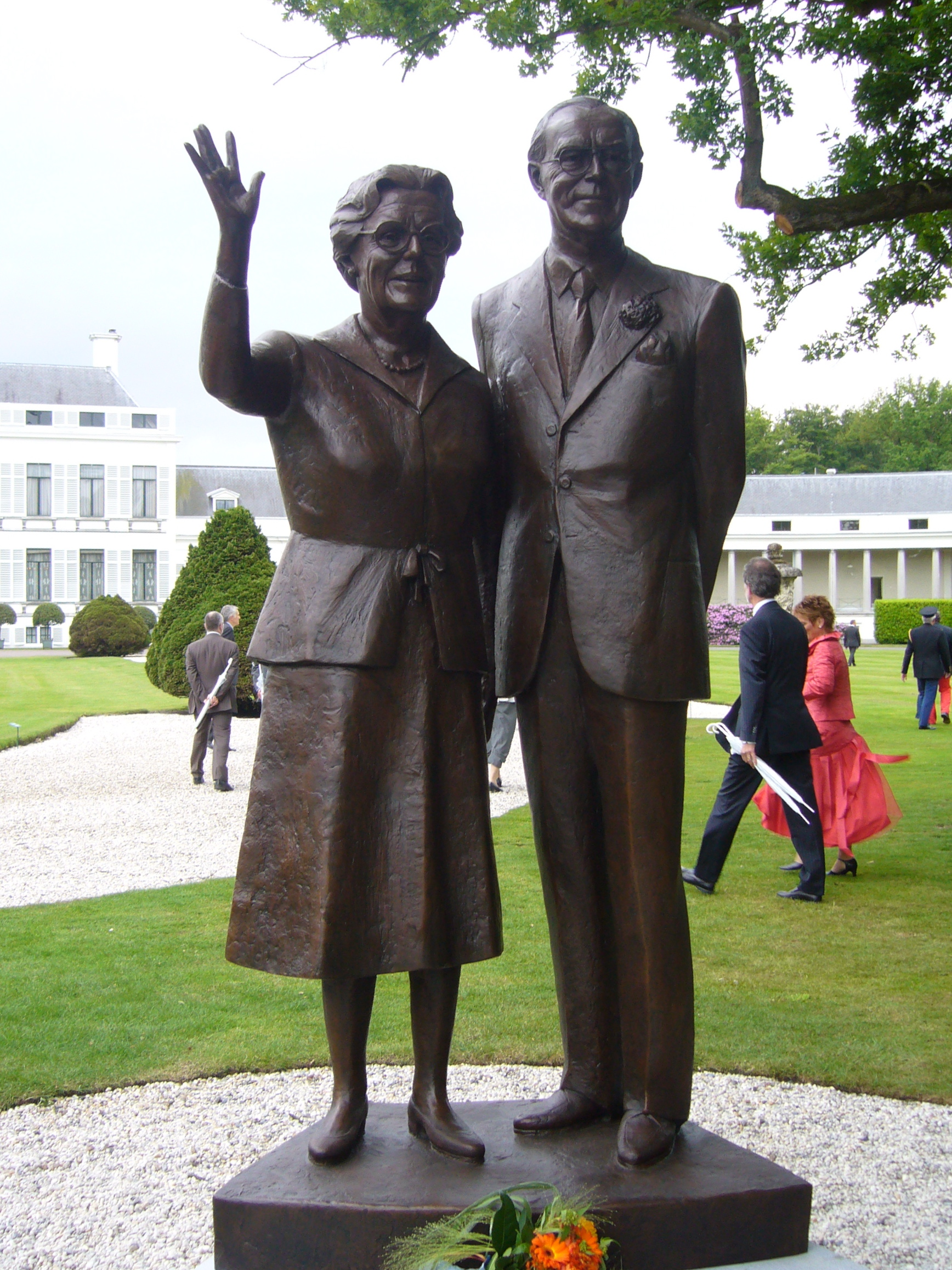
Statua della regina Giuliana dei Paesi Bassi e del principe Bernhard nei giardini del palazzo Soestdijk.

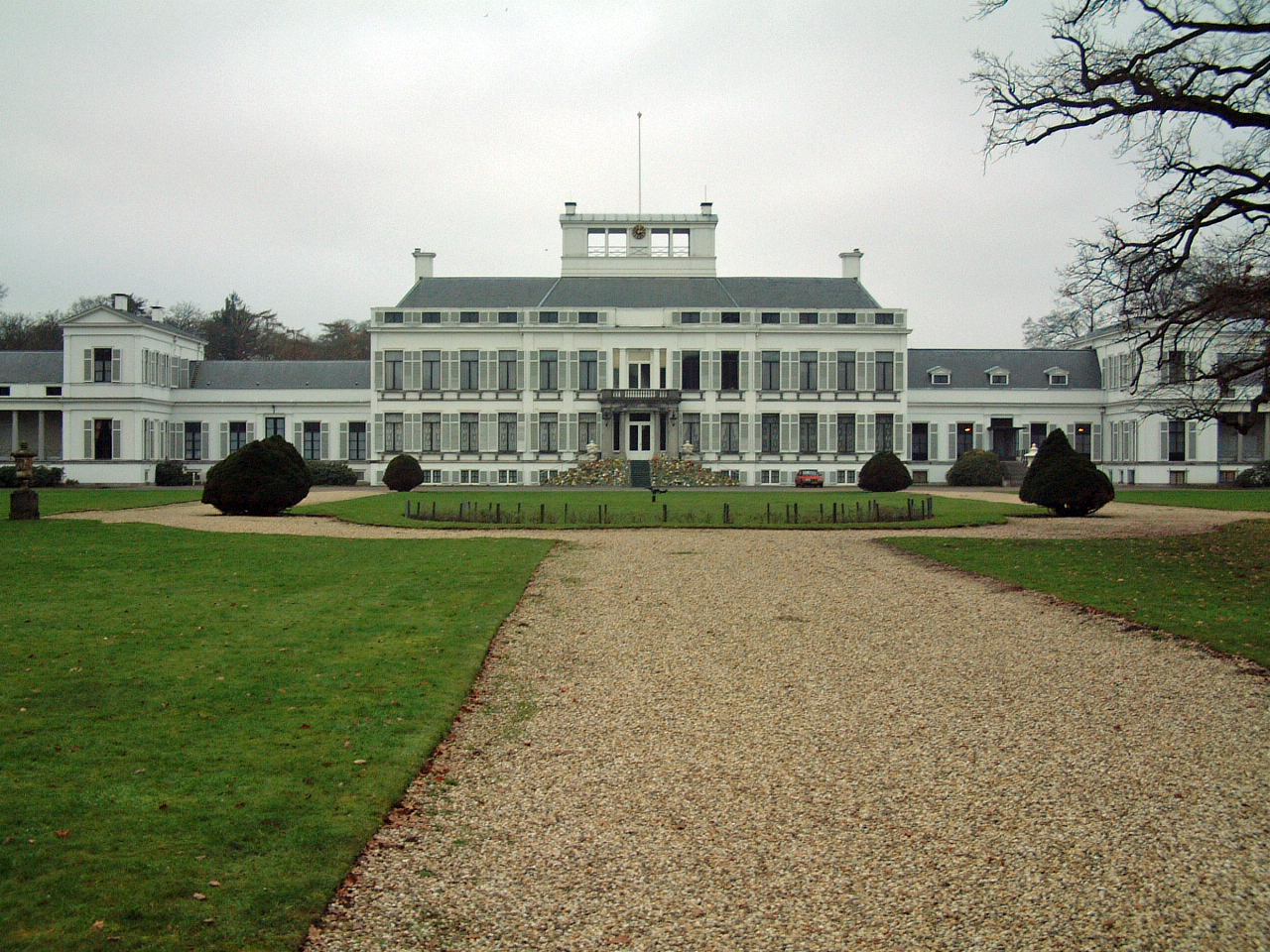
Palazzo Soestdijk, dove la regina Giuliana e il principe Bernhard hanno vissuto per oltre sei decenni

## Ascendenza
|                                   |                     |                                                   | Genitori                                |  |  | Nonni |  |  | Bisnonni                        |  |  | Trisnonni                       |  |
|                                   |                     |                                                   |                                         |  |  |       |  |  | 8. Julius zur Lippe-Biesterfeld |  |  | 16. Ernst zur Lippe-Biesterfeld |  |
|                                   |                     |                                                   |                                         |  |  |       |  |  | 8. Julius zur Lippe-Biesterfeld |  |  | 16. Ernst zur Lippe-Biesterfeld |  |
|                                   |                     | 17. Modeste von Unruh                             |                                         |  |  |       |  |  | 8. Julius zur Lippe-Biesterfeld |  |  |                                 |  |
| 4. Ernst II zur Lippe-Biesterfeld |                     |                                                   |                                         |  |  |       |  |  | 8. Julius zur Lippe-Biesterfeld |  |  |                                 |  |
|                                   |                     | 9. Adelaide zu Castel-Castell                     | 18. Friedrich Ludwig zu Castell-Castell |  |  |       |  |  |                                 |  |  |                                 |  |
|                                   |                     | 9. Adelaide zu Castel-Castell                     | 18. Friedrich Ludwig zu Castell-Castell |  |  |       |  |  |                                 |  |  |                                 |  |
|                                   |                     | 9. Adelaide zu Castel-Castell                     | 19. Emilie zu Hohenlohe-Langenburg      |  |  |       |  |  |                                 |  |  |                                 |  |
| 2. Bernhard zur Lippe-Biesterfeld |                     | 9. Adelaide zu Castel-Castell                     |                                         |  |  |       |  |  |                                 |  |  |                                 |  |
|                                   |                     | 10. Leopold Otto Friedrich Franz von Wartensleben | 20. Cäsar von Wartensleben              |  |  |       |  |  |                                 |  |  |                                 |  |
|                                   |                     | 10. Leopold Otto Friedrich Franz von Wartensleben | 20. Cäsar von Wartensleben              |  |  |       |  |  |                                 |  |  |                                 |  |
|                                   |                     | 10. Leopold Otto Friedrich Franz von Wartensleben | 21. Friederike von Gfug                 |  |  |       |  |  |                                 |  |  |                                 |  |
| 5. Karoline von Wartensleben      |                     | 10. Leopold Otto Friedrich Franz von Wartensleben |                                         |  |  |       |  |  |                                 |  |  |                                 |  |
|                                   |                     | 11. Mathilde Halbach                              | 22. Arnold Halbach                      |  |  |       |  |  |                                 |  |  |                                 |  |
|                                   |                     | 11. Mathilde Halbach                              | 22. Arnold Halbach                      |  |  |       |  |  |                                 |  |  |                                 |  |
|                                   |                     | 11. Mathilde Halbach                              | 23. Caroline Bohlen                     |  |  |       |  |  |                                 |  |  |                                 |  |
| 1. Bernhard zur Lippe-Biesterfeld |                     | 11. Mathilde Halbach                              |                                         |  |  |       |  |  |                                 |  |  |                                 |  |
|                                   | 12. Adolf von Cramm | 24. Friedrich Carl August von Cramm               |                                         |  |  |       |  |  |                                 |  |  |                                 |  |
|                                   | 12. Adolf von Cramm | 24. Friedrich Carl August von Cramm               |                                         |  |  |       |  |  |                                 |  |  |                                 |  |
|                                   | 12. Adolf von Cramm | 25. Charlotte Sophie von Uetterodt                |                                         |  |  |       |  |  |                                 |  |  |                                 |  |
| 6. Aschwin von Sierstorpff-Cramm  | 12. Adolf von Cramm |                                                   |                                         |  |  |       |  |  |                                 |  |  |                                 |  |
|                                   |                     | 13. Hedwig von Cramm                              | 26. Philipp Lebrecht von Cramm          |  |  |       |  |  |                                 |  |  |                                 |  |
|                                   |                     | 13. Hedwig von Cramm                              | 26. Philipp Lebrecht von Cramm          |  |  |       |  |  |                                 |  |  |                                 |  |
|                                   |                     | 13. Hedwig von Cramm                              | 27. Philippine von Griesheim            |  |  |       |  |  |                                 |  |  |                                 |  |
| 3. Armgard von Sierstorpff-Cramm  |                     | 13. Hedwig von Cramm                              |                                         |  |  |       |  |  |                                 |  |  |                                 |  |
|                                   |                     | 14. Ernst von Sierstorpff-Driburg                 | 28. Heinrich von Sierstorpff-Dribur     |  |  |       |  |  |                                 |  |  |                                 |  |
|                                   |                     | 14. Ernst von Sierstorpff-Driburg                 | 28. Heinrich von Sierstorpff-Dribur     |  |  |       |  |  |                                 |  |  |                                 |  |
|                                   |                     | 14. Ernst von Sierstorpff-Driburg                 | 29. Charlotte von Vincke                |  |  |       |  |  |                                 |  |  |                                 |  |
| 7. Hedwig von Sierstorpff-Driburg |                     | 14. Ernst von Sierstorpff-Driburg                 |                                         |  |  |       |  |  |                                 |  |  |                                 |  |
|                                   |                     | 15. Karoline von Vincke                           | 30. Ludwig von Vincke                   |  |  |       |  |  |                                 |  |  |                                 |  |
|                                   |                     | 15. Karoline von Vincke                           | 30. Ludwig von Vincke                   |  |  |       |  |  |                                 |  |  |                                 |  |
|                                   |                     | 15. Karoline von Vincke                           | 31. Eleonore von Syberg zum Busch       |  |  |       |  |  |                                 |  |  |                                 |  |
|                                   |                     | 15. Karoline von Vincke                           |                                         |  |  |       |  |  |                                 |  |  |                                 |  |